# Klemen Dvornik
Klemen Dvornik, slovenski režiser, * 1977
Od leta 2010 je zaposlen na katedri za Televizijsko režijo na Akademiji za gledališče, radio, film in televizijo, najprej kot asistent, od leta 2017 pa kot docent.

## Šolanje
Obiskoval je OŠ XV. divizije Grm v Novem mestu in Gimnazijo Novo mesto. Leta 2004 je diplomiral iz filmske in televizijske režije na Akademiji za gledališče, radio, film in televizijo.

## Delovanje v stanovskih združenjih
Od decembra 2012 do decembra 2016 je bil predsednik Društva slovenskih režiserjev. Leta 2015 je bil izvoljen v upravni odbor FERA, Zveze evropskih filmskih režiserjev, in je od leta 2019 njen predsednik. Od leta 2017 je predsednik Zveze društev slovenskih filmskih ustvarjalcev.
Marca 2019 je bil izvoljen v upravni odbor organizacije Writers & Directors Worldwide. Je član nadzornega odbora AIPA.

## Zasebno
S partnerko Barbaro Zemljič ima dva otroka.

## Nagrade
- 2000 študentska Prešernova nagrada za kratko televizijsko dramo Vojna Zvezdič
- 2004 gong ustvarjalnosti za dokumentarni film Temuen - Priča
- 2011 viktor 2010 za posebne dosežke, za režijo nadaljevanko Prepisani
- 2011 nagrada občinstva za film Kruha in iger na 14. FSF
- 2021 Štigličev pogled za Jezero

## Filmografija

### Televizijske oddaje in serije
- 2013 - Zadetek v petek, razvedrilna oddaja, sezona 1 (TV3 Medias)
- 2013 - Hit leta 2012, novoletna razvedrilna oddaja, (TV3 Medias)
- 2012 - Agencija Milano, resničnostna oddaja, sezona 1 (TV3 Medias/Filmservis)
- 2012 - Dobra ura, oddaja (RTVSLO)
- 2011 - Trdoglavci, nadaljevanka (CME Media)
- 2010 - Prepisani, nadaljevanka (Vest/Filmservis/NuFrame)
- 2009 - Pod klobukom, sezona 13, 14 (RTVSLO)
- 2009 - Strasti, nadaljevanka 46. - 50. del (VPK/RTVSLO)
- 2009 - Trenutek resnice, psihološki kviz, sezona 1 (TV3)
- 2008 - A si ti tud not padu?!, razvedrilna oddaja, sezone 2, 3, 4, 5 (Diverzija/POP TV)
- 2007 - Družinski dvoboj, kviz, sezona 1, 2, 3 (TV3)
- 2007 - Hri-bar, satirična oddaja, (RTVSLO)
- 2007 - TLP, razvedrilna oddaja, sezona 4, (RTVSLO)
- 2007 - Lestvica na drugem, glasbena oddaja, (RTVSLO)
- 2006 - Na zdravje, glasbena oddaja, sezone 1, 2, 3 (VPK/RTVSLO)
- 2006 - Aritmija, glasbena oddaja, (RTVSLO)
- 2003 - Peti element, pogovorna oddaja (RTVSLO)
- 2000 - Metropolis, oddaja o filmu, (RTVSLO)
- 1998 - Atlantis, glasbena oddaja, sezona 4, (A Kanal)

### Televizijski prenosi dogodkov
- 2017 - Viktorji 2016, prenos prireditve(RTVSLO)
- 2017 - Bob leta 2016, prenos prireditve(RTVSLO)
- 2016 - Viktorji 2015, prenos prireditve(RTVSLO)
- 2015 - Kakor poješ ti v sredini zemeljske oble, poje po eden na skrajnem severu, jugu, vzhodu in zahodu, 650. let Novega mesta, prenos prireditve(RTVSLO)
- 2015 - Bob leta 2014, prenos prireditve(RTVSLO)
- 2015 - Viktorji 2014, prenos prireditve(RTVSLO)
- 2015 - Kakor poješ ti v sredini zemeljske oble, poje po eden na skrajnem severu, jugu, vzhodu in zahodu, prenos prireditve(RTVSLO)
- 2014 - 49. Borštnikovo srečanje, prenos zaključne slovesnosti (RTVSLO)
- 2014 - Bob leta 2013, prenos prireditve(RTVSLO)
- 2014 - Viktorji 2013, prenos prireditve(RTVSLO)
- 2013 - 48. Borštnikovo srečanje, prenos zaključne slovesnosti (RTVSLO)
- 2013 - Bob leta 2012, prenos prireditve(RTVSLO)
- 2012 - Viktorji 2011, prenos prireditve(RTVSLO)
- 2012 - Evropska prestolnica kulture Maribor 2012, prenos otvoritvene slovesnosti (RTVSLO)
- 2012 - 47. Borštnikovo srečanje, prenos zaključne slovesnosti (RTVSLO)
- 2012 - Liga prvakov, športna oddaja (Planet TV)
- 2011 - 47. Borštnikovo srečanje, prenos zaključne slovesnosti (RTVSLO)

- 2011 - Vlado Kreslin - Tista črna kitara, koncert (RTVSLO)
- 2011 - Moveknolidgement, koncert (RTVSLO)
- 2011 - Gustav Mahler 8. simfonija - Simfonija tisočih, prenos koncerta (RTVSLO)
- 2011 - PogUm - Slovesnost ob 20. obletnici državnosti, prenos otvoritvene slovesnosti (RTVSLO)
- 2011 - DMP - Krog, koncert (RTVSLO)
- 2011 - Demolition group - Planet starcev, koncert (RTVSLO)
- 2010 - Etno jazz, Eva Hren in Big band RTV SLO, koncert (RTVSLO)
- 2010 - 40. Teden slovenske drame, prenos zaključne prireditve(RTVSLO)
- 2010 - Timpan v diahroniji - Ljubljana - svetovna prestolnica knjige 2010, prenos otvoritvene slovesnosti (RTVSLO)
- 2010 - Paradise poker - Greek poker tour Vienna, prenos (SPORTS TV)
- 2010 - 46. Borštnikovo srečanje, prenos zaključne slovesnosti (RTVSLO)
- 2010 - Kralj David, citre in meč, opera (RTVSLO)
- 2009 - Dan202, Dan D in simfonični orkester RTV Slovenija, koncert (RTVSLO)
- 2009 - 50.Jazz festival Ljubljana: Paquito D'Rivera in Big band RTV SLO,koncert (RTVSLO)
- 2009 - Universe of fun 09, koncert Joss Stone, Siddharta, Neisha, Zlatko, koncert (PRISTOP)
- 2008 - Venturini/Škufca - Neskončnost je večnost, plesna predstava, (APT/RTVSLO)
- 2008 - Universe of fun 08, koncert GSS Gorilaz, Siddharta, Murat&Jose, Billies, koncert, (PRISTOP)
- 2008 - Watch-out, plesna predstava, (RTVSLO)
- 2003 - Pokrajina misli, opera (RTVSLO)

### Glasbeni spoti
- 2011 - Jan Plestenjak - Zvezde vedo (Filmservis/RTVSLO)
- 2011 - Jan Plestenjak - Ona sanja o Ljubljani (Filmservis/RTVSLO)
- 2009 - DMP - Superheroj (Filmservis)
- 2009 - DMP - Bojna črta (Filmservis)
- 2009 - DMP - Sveče (Filmservis)
- 2009 - Vlado Kreslin - Novo, novejše, najnovejše (NuFrame/Filmservis/RTVSLO)
- 2009 - Dan D - Google me (Filmservis/Aatalanta)
- 2009 - Vlado Kreslin & Neisha - Kakor zvezdi na nebu (Filmservis/RTVSLO)
- 2008 - DMP - Kisik (Aatalanta)
- 2008 - DMP - Naftalin (Aatalanta)
- 2008 - Dan D - Lep dan za smrt (Dan D/RTVSLO/Filmservis)
- 2006 - Godalika - Ko sva plesala s Tanjo (RTVSLO/Zijalo produkcija)
- 2006 - Dan D - Roke (RTVSLO/Zijalo produkcija)
- 2005 - DMP - 25 (Zijalo produkcija)
- 2005 - DMP - Ti si vse (Zijalo produkcija)
- 2004 - Dan D - Plešeš (VPK/Zijalo produkcija)
- 2004 - 6Pack Čukur - Šluk, šluk (Zijalo produkcija)
- 2004 - DMP - Me že ma (Zijalo produkcija)
- 2001 - Klemen Klemen - Keš pičke (RTVSLO/Perfo)
- 1999 - Dan D - Dej mi mal ljubezni (RSL)